# Bellamya crawshayi
Bellamya crawshayi é uma espécie de gastrópode  da família Viviparidae.
Pode ser encontrada nos seguintes países: República Democrática do Congo e Zâmbia.